# العلاقات الأرجنتينية الليبية
العلاقات الأرجنتينية الليبية هي العلاقات الثنائية التي تجمع بين الأرجنتين وليبيا.

## مقارنة بين البلدين
هذه مقارنة عامة ومرجعية للدولتين:
| وجه المقارنة                                              | الأرجنتين                                               | ليبيا                                       |
| --------------------------------------------------------- | ------------------------------------------------------- | ------------------------------------------- |
| المساحة (كم2)                                             | 2.78 مليون                                              | 1.76 مليون                                  |
| عدد السكان (نسمة)                                         | 44.27 مليون                                             | 6.37 مليون                                  |
| الكثافة السكانية (ن./كم²)                                 | 15.92                                                   | 3.62                                        |
| العاصمة                                                   | بوينس آيرس                                              | طرابلس                                      |
| اللغة الرسمية                                             | اللغة الإسبانية                                         | اللغة العربية، اللغة العربية الفصحى الحديثة |
| العملة                                                    | البيزو الأرجنتيني 1983 ‏، بيزو أرجنتيني، أسترال أرجنتيني | دينار ليبي                                  |
| الناتج المحلي الإجمالي (بليون دولار)                      | 637.59 مليار                                            | 50.98 مليار                                 |
| الناتج المحلي الإجمالي (تعادل القوة الشرائية) بليون دولار | 883.02 مليار                                            | 69.32 مليار                                 |
| الناتج المحلي الإجمالي الاسمي للفرد دولار أمريكي          | 13.43 ألف                                               |                                             |
| الناتج المحلي الإجمالي للفرد دولار أمريكي                 |                                                         | 15.60 ألف                                   |
| مؤشر التنمية البشرية                                      | 0.827                                                   | 0.724                                       |
| رمز المكالمات الدولي                                      | +54                                                     | +218                                        |
| رمز الإنترنت                                              | .ar                                                     | .ly                                         |
| المنطقة الزمنية                                           | 00                                                      | ت ع م+02:00، توقيت شرق أوروبا               |

## منظمات دولية مشتركة
يشترك البلدان في عضوية مجموعة من المنظمات الدولية، منها:
| علم المنظمة | اسم المنظمة                        | تاريخ انضمام الأرجنتين | تاريخ انضمام ليبيا |
| ----------- | ---------------------------------- | ---------------------- | ------------------ |
|             | مؤسسة التنمية الدولية              | 3 أغسطس 1962           | 1 أغسطس 1961       |
|             | البنك الإفريقي للتنمية             | ?                      | ?                  |
|             | مؤسسة التمويل الدولية              | 13 أكتوبر 1959         | 18 سبتمبر 1958     |
|             | منظمة حظر الأسلحة الكيميائية       | ?                      | ?                  |
|             | الأمم المتحدة                      | 24 أكتوبر 1945         | 14 ديسمبر 1955     |
|             | الاتحاد الدولي للاتصالات           | 1889                   | 3 فبراير 1953      |
|             | منظمة الشرطة الجنائية الدولية      | ?                      | ?                  |
|             | البنك الدولي للإنشاء والتعمير      | 20 سبتمبر 1956         | 17 سبتمبر 1958     |
|             | الاتحاد البريدي العالمي            | ?                      | ?                  |
|             | وكالة ضمان الاستثمار متعدد الأطراف | 11 فبراير 1992         | 5 أبريل 1993       |
|             | يونسكو                             | 15 سبتمبر 1948         | 27 يونيو 1953      |

## وصلات خارجية
- موقع وزارة الخارجية الأرجنتينية
- موقع وزارة الخارجية الليبية